# Liste des œuvres de Théophraste
Cette page recense les œuvres de Théophraste d'Eresós sur l'île de Lesbos (vers 371 av. J.-C. à Eresós - vers 288 av. J.-C.),  un philosophe grec qui fut le disciple d'Aristote et son successeur à la tête du Lycée. Cette liste est celle que donne Diogène Laërce dans le livre V de ses Vies, doctrines et sentences des philosophes illustres.
Suzanne Saïd relève que la tradition prête à Théophrate quelque deux-cent vingt titres (la liste ci-après en compte 231). 
| - Premiers discours analytiques (trois livres) - Seconds discours analytiques (sept livres) - Définitions sur l'énonciation des syllogismes - Résumé des analytiques - Histoire des plantes (dix) - Origine des Plantes (huit livres) - Des Odeurs - Caractères moraux - De la Comédie (De la poésie) - Des signes du temps, dont subsistent 57 fragments - De la Musique (trois livres) - Déductions (deux livres) - Débat sur la théorie des controverses - Des Sensations - Contre Anaxagore - Des Théories d’Anaxagore - Des Théories d’Anaximène et d’Archélaos - Sur le Sel, le Nitre et l’Alun - Sur les Objets pétrifiés - Des Lignes Insécables - De l’Ouïe (deux livres) - Des Vents - De la Bonne Fortune - De la Différence - Des Vertus - De la Royauté, - De la Royauté (deux livres) - De l’Éducation des rois - Vies (trois livres) - De la Vieillesse - Du Rire - De l’Astrologie - De Démocrite - Des Ratiocinations - Des Images - Des Sucs de la chair et des viandes - Description du monde - Des Hommes - Recueil de bons mots de Diogène - Définitions (trois livres) - Discours sur l’Amour (deux livres) - Du Bonheur des Idées (deux livres) - De l’Épilepsie - De l’Enthousiasme - Sur Empédocle - De l’épichérème (dix-huit livres) - Des Controverses (trois livres) - Du Volontaire - Résumé de la République de Platon (deux livres) - De la Diversité des voix des animaux du même genre - Des Phénomènes subits - Des Animaux en sept livres, ouvrage se décomposant en : - 1) Des animaux qui se montrent en troupe - 2) Animaux qui mordent et frappent - 3) Des Animaux sujets à l’envie - 4) De ceux qui vivent hors de l’eau - 5) Des Animaux qui changent de couleurs - 6) Des Animaux à génération spontanée - 7) Des Animaux à terriers - Du Plaisir selon Aristote (douze livres) - Autre livre sur le Plaisir - Propositions (vingt-quatre livres) - Du Chaud et du froid, du vertige et de l’Étourdissement - De l’Affirmation et de la négation, cité par Alexandre d'Aphrodise dans son Commentaire sur les 'Topiques' d’Aristote - Callisthène ou du deuil - Des Travaux - Du Mouvement (trois livres) - Des Pierres - Des Épidémies de peste - De l’Évanouissement - Le Mégarique - De la Mélancolie - Des Métaux, (deux livres) - Des Sueurs - Du Miel - Collection de textes de Métrodore - Explications sur les météores(deux livres) - De l’Ivresse - De la Fatigue - Recueil de lois (vingt-quatre livres) - Autre recueil de lois (dix livres) - Des Définitions - Du Vin et de l’Huile - Des Prémisses (dix-huit livres) - Des Législateurs (trois livres) - Des Hommes politiques (six livres) - De la Politique selon les temps (quatre livres) - Des Mœurs politiques (quatre livres) - De la Constitution parfaite - Recueil de problèmes (cinq livres) - Des Proverbes - De la Gelée et de la liquéfaction - Du Feu (deux livres) - De la Paralysie, - De la Suffocation (un livre) - De la Folie - Des Passions - Des Signes - Des Sophismes (deux livres) - De la Solution des syllogismes - Topiques (deux livres) - Du Châtiment (deux livres) - Des Cheveux - De la Tyrannie - Sur les Circonstances (deux livres) - Sur la Politique suivant les circonstances (quatre livres) - De l’Eau (trois livres) - Du Sommeil et des rêves - De l’Amitié (trois livres), - De l’Ambition (deux livres) - De la Nature (trois livres) - Des Choses naturelles (dix-huit livres) - Résumé de l’histoire naturelle (deux livres) - Des Choses naturelles (huit livres) - Contre les philosophes naturalistes - Des Humeurs (cinq) - De la Fausseté des plaisirs' - Thèse sur l’âme - Des Arguments sincères (quatorze livres) - Des Difficultés légères - Discours sur l’harmonie - De la Vertu - Des Aversions et des Contradictions - De la Négation | - De l’Opinion - Du Ridicule - Des Méridiens (deux livres) - Divisions (deux livres) - Des Différends - Des Injustices - De la Calomnie - De la Louange - De l’Expérience - Lettres (trois livres) - De la Génération spontanée - De la Sécrétion - Éloge des dieux - Des Fêtes - Du Bonheur - Des Réflexions - Des Inventions (deux livres) - Sectes morales - Du Tumulte - De l’Histoire - Du Choix des syllogismes - De la Flatterie, - De la Mer - À Cassandre sur la royauté - De la Diction - Recueil de discours - L’Érotique - Sur l’amour - Solutions - De la Poésie - Mégaclès - Des Lois (trois livres) - Des Illégalités - Recueil des écrits de Xénocrate - Entretiens - Du Serment - Préceptes de rhétorique - De la Richesse - De la Poétique - Questions politiques, morales, physiques, érotiques - Éloges - Recueil de questions - Questions d'histoire naturelle - Des Exemples - De la Proposition et de la Narration - Autre livre sur la poétique - Sur les Sages - Du Conseil - Du Solécisme - De l'Art oratoire - Des Espèces de l'art oratoire (dix-sept livres mais controverse sur la transmission) - De la Déclamation - Notes d'Aristote et de Théophraste (six livres) - Opinions d'histoire naturelle (seize livres) - Résumé de cet ouvrage - De la Grâce - Du Faux et du Vrai - Histoire des choses divines (six livres) - Des Dieux (trois livres) - De l'Eau (trois livres) - Histoire de la géométrie (quatre livres) - Résumé des écrits d’Aristote sur les animaux (six livres) - Argumentation (deux livres) - Questions (trois livres) - Des Causes - Sur Démocrite - De la calomnie - De la Génération - De la Prudence et des Mœurs - Des Animaux - Du Mouvement (deux livres) - De la Vue (quatre livres) - Des Définitions (deux livres) - De ce qui est permis - Du Plus et du Moins - Des Musiciens - Du Bonheur des dieux - Aux Philosophes de l'Académie - Le Protreptique - Comment bien administrer les cités - Commentaires (sur la politique) - De l'Éruption de lave en Sicile - Les Choses sur lesquelles on est d’accord - Des questions de physique - Des Moyens de savoir - De la Fausseté - De ce qui précède les topiques - À Eschyle - Histoire de l'astrologie (six livres) - Théorie arithmétique de l'addition - Achycaros - Des Discours judiciaires - De la calomnie - Lettres à Astycréon - Phanias - Nicanor - Sur l'eusébie, - Evias - Des Occasions (deux livres) - Des Discours particuliers - De l’Éducation - Autre ouvrage sur le même sujet - De l’Éducation ou de la vertu ou de la tempérance - Protreptique - Des Nombres - Du Ciel - Du Politique (deux livres) - De la Nature - Des Fruits |